# هارالد يندبرج
هارالد يندبرج (بالفنلندية: Harald Lindberg)‏ (و. 1871 – 1963 م) هو عالم نبات، وعالم نباتات لاوعائية فنلندي، ولد في هلسنكي، توفي في هلسنكي، عن عمر يناهز 92 عاماً.

## التعليم
تعلم في جامعة هلسنكي.

## جوائز
حصل على جوائز منها:
- أستاذ شرفي  [لغات أخرى]‏.